# Miss International 1967

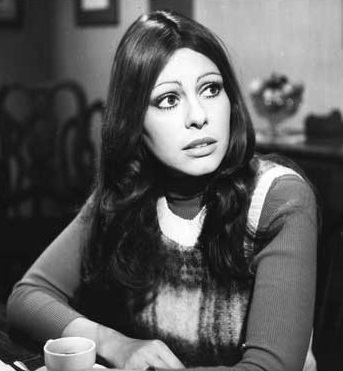

Miss International 1967, settima edizione di Miss International, si è tenuta presso Tokyo, in Giappone, il 29 aprile 1967. L'argentina Mirta Massa è stata incoronata Miss International 1967.

## Risultati

### Piazzamenti
| Risultato finale        | Concorrente |
| ----------------------- | --- |
| Miss International 1967 | - Argentina - Mirta Massa |
| 2ª classificata         | - Israele - Yaffa Sharir |
| 3ª classificata         | - Stati Uniti - Pamela Elfast |
| 4ª classificata         | - Perù - Martha Quimper Suárez |
| 5ª classificata         | - Hong Kong - Gisella Ma Ka-Wai |
| Semifinaliste           | - Austria - Angelika Aichberger - Brasile - Virginia Barbosa de Souza - Finlandia - Terttu Helena Ronkanen - Giappone - Hiroko Sasaki - Guam - Margaret Glover - Inghilterra - Sonia Gail Ross - Italia - Gilda Giuffrida - Jugoslavia - Slavenka Veselinovic - Svezia - Gunilla Sundberg - Svizzera - Ursula Isler |

### Riconoscimenti speciali
| Riconoscimento  | Concorrente                        |
| --------------- | ---------------------------------- |
| Miss Photogenic | - Giappone - Hiroko Sasaki         |
| Miss Friendship | - Georgia - Julia Anna Beckerstaff |

## Concorrenti
- Argentina - Mirta Teresita Massa
- Australia - Margaret Rohan
- Austria - Angelika Aichberger
- Belgio - Eliane Lambrechts
- Bolivia - Maria Cristina Ibáñez Brown
- Brasile - Virginia Barbosa de Souza
- Canada - Marjorie Anne Schofield
- Ceylon - Pearl Nazaria Cooray
- Colombia - Marta Lucia Guzmán Perdomo
- Corea del Sud - Jin Hyun-soo
- Danimarca - Susan Kristensen
- Ecuador - Laura "Laurita" Elena Baquero Palacios
- Filippine - Margarita "Marite" Lebumfacil Romualdez
- Finlandia - Terttu Helena Ronkanen
- Francia - Martine Grateau
- Galles - Dawn Sullivan
- Germania - Renate Schmale
- Giappone - Hiroko Sasaki
- Grecia - Toula Galani
- Guam - Margaret Frances Glover
- Hong Kong - Gisella Ma Ka-Wai
- Inghilterra - Sonia Gail Ross
- Irlanda - Sonya Mullan
- Islanda - Kolbrun Einarsdóttir
- Israele - Yaffa Sharir
- Italia - Gilda Giuffrida
- Jugoslavia - Slavenka Veselinovic
- Lussemburgo - Danielle Wagner
- Malaysia - Marjorie Rongsank
- Messico - Rebeca Morraza Caldera
- Nicaragua - Milagros Argüello
- Nuova Zelanda - Kaye Evon Forster
- Paesi Bassi - Sandrina Van Senus
- Perù - Martha Quimper Suárez
- Porto Rico - Maria Felisa Seda
- Rep. Dominicana - Vivien Susana Estrella Cevallos
- Scozia - Marlene McFadyn
- Singapore - Angela Attias
- Spagna - Amparo Ruiz
- Stati Uniti - Pamela Elfast
- Sudafrica - Dawn Duff-Gray
- Svezia - Gunilla Ebba Margret Sundberg
- Svizzera - Ursula "Uschy" Isler
- Tahiti - Sonia Agnieray
- Uruguay - Raquel Erlich
- Venezuela - Cecilia Picón-Febres